# Graeme Jose
Graeme David Jose (ur. 21 listopada 1951 w Whyalla, zm. 23 czerwca 1973 w Feldkirch) – australijski kolarz, olimpijczyk.
Reprezentował Australię na Letnich Igrzyskach Olimpijskich 1972, które odbyły się w Monachium.